# Lorenz Schindelholz
Lorenz Schindelholz (Herbetswil, 23 luglio 1966) è un bobbista svizzero.

## Biografia
Ai XVI Giochi olimpici invernali (edizione disputatasi nel 1992 a Albertville, Francia) vinse la medaglia di bronzo nel Bob a quattro con i connazionali Donat Acklin, Gustav Weder e Curdin Morell, partecipando per la nazionale svizzera, venendo superate da quella tedesca e austriaca.
Il tempo totalizzato fu di 3:53,92, con un distacco leggero dalle prime classificate, 3:53,90 e 3:53,92 i loro tempi.